# Gyilkos félállásban
A Gyilkos félállásban (kínaiul: 殺手之王, Jyutping: Sat sau ji wong, pinjin: Shāshǒu zhī wáng, magyaros Sasou cse vang; angol címei: Hitman, illetve Contract Killer) 1998-ban bemutatott hongkongi akcióvígjáték Jet Li és Eric Tsang főszereplésével. A filmet a 18. Hong Kong Film Awards „legjobb akciókoreográfia” díjára jelölték.

## Cselekménye
Fu (Jet Li) egykor kommandós volt, ma munkanélküli, akinek a feladata a gyilkolás lenne, Fu azonban túl jószívű és kedves, és képtelen ártatlanokat gyilkolni. Amikor a hírhedt japán maffiavezért meggyilkolják, kiderül, hogy a végrendeletében 100 millió dolláros vérdíjat tűzött ki a gyilkos fejére. Egész seregnyi bérgyilkos ered a pénz után, köztük Fu is, egy szélhámos ügyeskedő segítségével.

## Szereplők
| Szerep | Színész    | Magyar hang         |
| --- | ---------- | ------------------- |
| Fu | Jet Li     | Kálloy Molnár Péter |
| Ngok Lo | Eric Tsang | Józsa Imre          |
| Kwan | Simon Yam  | Holl Nándor         |
| Kiki | Gigi Leung | Solecki Janka       |
| Eiji | Keiji Sato | Rékasi Károly       |
| További magyar hangok |            |                     |
| Baradlay Viktor, Bardóczy Attila, Beratin Gábor, Cs. Németh Lajos, Dolmány Attila, Fekete Zoltán, Garai Róbert, Janovics Sándor, Katona Zoltán, Pálfai Péter, Papp Dániel, Rudas István, Sallai Tibor, Seder Gábor, Szatmári Attila, Tardy Balázs, Tóth Roland, Vári Attila, Végh Ferenc, Vizy György, Welker Gábor |            |                     |